# Armorial des communes des Landes
Cette page dresse l'ensemble des armoiries connues (figures et blasonnements) des communes des Landes disposant d'un blason.
Les blasons héraldiquement fautifs (dits armes à enquerre) sont inclus (leur statut est mentionné), mais les pseudo-blasons (de type logo conçus en dehors des règles héraldiques de base, sont exclus. Les villes concernées sont mentionnées.
- Haut – A
- B
- C
- D
- E
- F
- G
- H
- I
- J
- K
- L
- M
- N
- O
- P
- Q
- R
- S
- T
- U
- V
- W
- X
- Y
- Z

## A
| Blason de Aire-sur-l'Adour | Blason  | Écartelé: aux 1 et 4 d'or au lion à la queue fourchée d'azur, aux 2 et 3 de gueules au lion de pourpre ; le tout au chef d'azur chargé d'une fleur de lis d'or |
| Blason de Aire-sur-l'Adour | Détails | Officiel en 2003. |

| Blason de Amou | Blason  | De gueules à un arc posé en barre, une flèche posée en bande et brochante, le tout d’or,. Devise / Cri« amou que soy » |
| Blason de Amou | Détails | Le statut officiel du blason reste à déterminer.                                                                       |

| Blason de Arboucave | Blason  | D'or à l'arbre au naturel et au lévrier de sable colleté d'argent, attaché à l'arbre par une chaîne du même; au chef d'azur chargé d'un croissant d'argent accosté de deux étoiles d'or |
| Blason de Arboucave | Détails | Armes de ses anciens seigneurs les Abadie d'Arboucave Officiel (confirmation de la mairie).                                                                                             |

| Blason de Audon | Blason  | Écartelé : au 1er de gueules à un gril d'or, la poignée en bas ; au 2d d'azur à deux aloses (poissons) d'argent nageant l'un sur l'autre, au 3e d'azur au lion d'argent, au 4e de gueules à une gerbe de blé d'or liée d'azur. |
| Blason de Audon | Détails | Le statut officiel du blason reste à déterminer. |

| Blason de Aurice | Blason  | De gueules à un château d'argent maçonné de sable, ouvert et ajouré du champ, posé sur une terrasse de sinople chargée d'une burèle ondée du second, au chef du même chargé d'un lion issant du champ. |
| Blason de Aurice | Détails | * Il y a là non-respect de la règle de contrariété des couleurs : ces armes sont fautives (sinople sur gueules). Symbolique du blason d'Aurice : La burèle ondée représente l'Adour, et la terrasse de sinople les champs. La partie centrale représente les deux châteaux qui ont donné naissance à la commune : Estignols et Onès (la représentation choisie a été prise sur le blason des de Spens d'Estignols, avec autorisation du baron de Spens d'Estignols). Le chef, le lion d'Aquitaine. Armoiries des barons féodaux de Spens d'Estignols : écartelé : au 1er d'azur losangé d'or et d'azur fretté d'or '(Dispensator)' au chef d'argent chargé de 3 roses de gueules '(Lennox)' ; au 2d contre-écartelé d'azur au lion d'or armé et lampassé de gueules et de gueules au château à triple tour d'argent maçonné de sable '(Sault d'Estignols)' ; au 3e contre-écartelé d'un gironné de sable et d'or '(Campbell)' et d'or à 3 fasces ondées de gueules '(Drummond)' ; sur le tout d'or au lion de gueules armé et lampassé d'azur '(Fife)'. Création de Messieurs Jean-Joël Picard et Jean-Paul Fernon, adoptée le 29 septembre 2006. |

Pas d'information pour les communes suivantes :Angoumé, Angresse, Arengosse, Argelos (Landes), Argelouse, Arsague, Artassenx, Arthez-d'Armagnac, Arue (Landes), Arx (Landes), Aubagnan, Audignon, Aureilhan (Landes), Azur (Landes)
- Haut – A
- B
- C
- D
- E
- F
- G
- H
- I
- J
- K
- L
- M
- N
- O
- P
- Q
- R
- S
- T
- U
- V
- W
- X
- Y
- Z

## B
| Blason de Banos | Blason  | Tranché d'azur au cycliste de carnation habillé d'un maillot d'or et d'une culotte de sable, chaussé d'argent et coiffé d'une casquette de gueules, sur son vélo d'argent à la selle de sable grimpant sur la ligne de partition ; et de sinople au puits du lieu d'or avec sa roue de sable brochant. |
| Blason de Banos | Détails | Le statut officiel du blason reste à déterminer. |

| Blason de Bascons | Blason  | Écartelé : au 1er d’azur à trois seaux d’argent, au 2d d’or à deux vaches de gueules, accornées, onglées et clarinées d’azur, l’une au-dessus de l’autre (Béarn), au 3e d’or au lion de gueules, au 4e de gueules à deux clefs affrontées d’or ; sur le tout, d’azur à la fleur de lis d’or,. Devise / Cri« bielh mes tendes hardit » (ancien mais toujours audacieux). |
| Blason de Bascons | Détails | Le statut officiel du blason reste à déterminer. |

| Blason de Bassercles | Blason  | D'azur à la barre d'argent chargée de l'inscription BASSERCLES en lettres capitales de sable remplies d'or, et accompagnée en chef d'une gerbe de blé et en pointe d'une vache passante, le tout d'or. |
| Blason de Bassercles | Détails | Le statut officiel du blason reste à déterminer. |

| Blason de Beyries | Blason  | D'or à la barre de pourpre, accompagnée en chef d'une coquille versée de sable, et brochant sur le tout, en chef-senestre, à une cloche du même, et en pointe, à une vache arrêtée d'argent, la tête de face. |
| Blason de Beyries | Détails | Bulletin municipal mars 2022 |

| Blason de Betbezer-d'Armagnac | Blason  | D'argent à deux fasces de gueules.                                                   |
| Blason de Betbezer-d'Armagnac | Détails | Armes de la famille de Pardaillan, vicomte de Panjas et de Juillac-Betbezer. Adopté. |

| Blason de Biaudos | Blason  | Écartelé d'or au lion de gueules,et d'argent à trois merlettes de sable. |
| Blason de Biaudos | Détails | Le statut officiel du blason reste à déterminer.                         |

| Blason de Biscarrosse | Blason  | D'argent à l'arbre de sinople lié d'or accosté de deux étoiles de gueules. |
| Blason de Biscarrosse | Détails | Le statut officiel du blason reste à déterminer.                           |

Pas d'information pour les communes suivantes : Bahus-Soubiran, Baigts, Bas-Mauco, Bastennes, Bats (Landes), Baudignan, Bégaar, Belhade, Bélis, Bélus (Landes), Bénesse-lès-Dax, Bénesse-Maremne, Benquet, Bergouey, Beylongue, Biarrotte, Bias (Landes), Bonnegarde, Bordères-et-Lamensans, Bostens, Bougue, Bourdalat, Bourriot-Bergonce, Brassempouy, Bretagne-de-Marsan, Brocas, Buanes.
- Haut – A
- B
- C
- D
- E
- F
- G
- H
- I
- J
- K
- L
- M
- N
- O
- P
- Q
- R
- S
- T
- U
- V
- W
- X
- Y
- Z

## C
| Blason de Cachen | Blason  | Tiercé en pairle renversé : au 1er de gueules à un lys des jardins au naturel, au 2e d'or à une feuille de chêne de sinople, posée en bande et englantée de deux pièces d'or, les cupules de sinople, au 3e d'azur à trois fasces ondées d'argent et à un pin maritime coupé au naturel brochant. |
| Blason de Cachen | Détails | Le statut officiel du blason reste à déterminer. |

| Blason de Campagne | Blason  | De gueules au clocher de l'église du lieu mouvant de la pointe, adextré d'un canard et senestré d'une salamandre contournée regardant vomissant des flammes, le tout d'argent, au chef cousu d'azur* chargé d'un léopard accosté de deux fleurs de lys, le tout d'or. |
| Blason de Campagne | Détails | * Ces armes emploient le terme « cousu » dans le seul but de contrevenir à la règle de contrariété des couleurs : elles sont fautives : azur sur gueules. Le statut officiel du blason reste à déterminer.                                                            |

| Blason de Capbreton | Blason  | D'azur au chevron d'or.                          |
| Blason de Capbreton | Détails | Le statut officiel du blason reste à déterminer. |

| Blason de Carcarès-Sainte-Croix | Blason  | Tiercé en pairle renversé: au 1 de sinople à une vache paissant de tenné, accolée et clarinée de gueules, surmontée de trois épis de maïs d'or rangés en chef; au 2 dor à une branche de pin de sinople fruitée de tenné; au 3 d'azur à trois fasces ondées d'argent, et brochants sur elles, à dextre: deux clés passées en sautoir, les anneaux liés par une chaîne, et à senestre: un gril, la poignée en bas, tous de sable. |
| Blason de Carcarès-Sainte-Croix | Détails | Créé par JF Binon. Blason sur la page Facebook de la commune, 2025. |

| Blason de Classun | Blason  | Parti : au 1er d'or à la grappe de raisin de pourpre, feuillée de sinople, tigée et vrillée de tenné, au 2e d'argent à la rivière d'azur sur laquelle broche un moulin d'orangé, ajouré de sable, les arêtes des murs et la fenêtre garnies de pierres d'or, essoré de gueules et à la roue à aubes du même, brochant sur une rivière d'azur ; le tout sommé du chef de gueules chargé d'un léopard d'or, armé et lampassé d'azur. |
| Blason de Classun | Détails | Création de Jean-François Binon adoptée le 18 avril 2018. |

| Blason de Créon-d'Armagnac | Blason  | Écartelé : aux 1er et 4e d'argent au loup ravissant de gueules, au 2d losangé d'argent et de gueules, au 3e d'argent à six coquilles trois de sinople rangées en chef et trois d'azur rangées en pointe. |
| Blason de Créon-d'Armagnac | Détails | Le statut officiel du blason reste à déterminer. |

Pas d'information pour les communes suivantes : Cagnotte (Landes), Callen, Campet-et-Lamolère, Candresse, Canenx-et-Réaut, Carcen-Ponson, Cassen (Landes), Castaignos-Souslens, Castandet, Castel-Sarrazin, Castelnau-Chalosse, Castelnau-Tursan, Castelner, Castets (Landes), Cauna, Cauneille, Caupenne, Cazalis (Landes), Cazères-sur-l'Adour, Cère (Landes), Clèdes, Clermont (Landes), Commensacq, Coudures
- Haut – A
- B
- C
- D
- E
- F
- G
- H
- I
- J
- K
- L
- M
- N
- O
- P
- Q
- R
- S
- T
- U
- V
- W
- X
- Y
- Z

## D
| Blason de Dax | Blason  | D'azur à une tour donjonnée d'argent ouverte, ajourée et maçonnée de sable, surmontée d'une fleur de lys d'or et supportée à senestre par un lion du même, le tout sur une terrasse du second sur une rivière ondée du même mouvant de la pointe et chargée des lettres A, C, Q et S capitales de sable. Devise / Criregia semper (toujours royale). |
| Blason de Dax | Détails | Le statut officiel du blason reste à déterminer. |

| Blason de Doazit | Blason  | D'azur à trois tours d'or.                       |
| Blason de Doazit | Détails | Le statut officiel du blason reste à déterminer. |

Pas d'information pour les communes suivantes : Donzacq, Duhort-Bachen, Dumes
- Haut – A
- B
- C
- D
- E
- F
- G
- H
- I
- J
- K
- L
- M
- N
- O
- P
- Q
- R
- S
- T
- U
- V
- W
- X
- Y
- Z

## E
| Blason de Eugénie-les-Bains | Blason  | De gueules à la source jaillissante d'azur* ; au chef cousu du même* chargé de cinq abeilles d'or. Devise / Cri« exsilientes sanant »                                                                      |
| Blason de Eugénie-les-Bains | Détails | * Ces armes emploient le terme « cousu » dans le seul but de contrevenir à la règle de contrariété des couleurs : elles sont fautives : azur sur gueules. Le statut officiel du blason reste à déterminer. |

Pas d'information pour les communes suivantes : Escalans, Escource, Estibeaux, Estigarde, Eyres-Moncube
- Haut – A
- B
- C
- D
- E
- F
- G
- H
- I
- J
- K
- L
- M
- N
- O
- P
- Q
- R
- S
- T
- U
- V
- W
- X
- Y
- Z

## F
Pas d'information pour les communes suivantes : Fargues (Landes), Le Frêche

## G
| Blason de Gabarret | Blason  | D'argent à deux lions affrontés soutenus d'un lion léopardé, tous trois de sable lampassés de gueules. |
| Blason de Gabarret | Détails | Le statut officiel du blason reste à déterminer.                                                       |

| Blason de Geaune | Blason  | De France,.                                      |
| Blason de Geaune | Détails | Le statut officiel du blason reste à déterminer. |

| Blason de Grenade-sur-l'Adour | Blason  | De gueules à la barre de France les lys à plomb, la barre adextrée d'une gerbe de blé du même et senestrée d'un archange contourné aux ailes abaissées d'argent tenant dans ses mains les deux parties d'un chaînon brisé du même. |
| Blason de Grenade-sur-l'Adour | Détails | Le statut officiel du blason reste à déterminer. |

Pas d'information pour les communes suivantes : Gaas (Landes), Gaillères, Gamarde-les-Bains, Garein, Garrey, Gastes, Gaujacq, Geloux, Gibret, Goos, Gourbera, Gousse (Landes), Gouts
- Haut – A
- B
- C
- D
- E
- F
- G
- H
- I
- J
- K
- L
- M
- N
- O
- P
- Q
- R
- S
- T
- U
- V
- W
- X
- Y
- Z

## H
| Blason de Habas | Blason  | D’azur à quatre fasces d’argent. Devise / CriDeus adjutor in adversis |
| Blason de Habas | Détails | Le statut officiel du blason reste à déterminer.                      |

| Blason de Hagetmau | Blason  | D'azur au château d’or, ouvert, ajouré et maçonné de sable, flanqué de deux tourelles essorées de gueules, sommé d'un arbre de sinople ; à la filière d'or,. Devise / Cri« labore crescit » (croître par le travail). |
| Blason de Hagetmau | Détails | Le statut officiel du blason reste à déterminer. |

| Blason de Herm | Blason  | D'argent à une branche de pin posée en barre et fruitée de deux pommes, le tout au trait de sable ; au chef d'azur chargé de quatre marguerites d'argent boutonnées d'or et soutenu d'une trangle cousue de gueules |
| Blason de Herm | Détails | Le statut officiel du blason reste à déterminer. |

| Blason de Heugas | Blason  | D’azur à la tour donjonnée d’une autre tour, elle-même donjonnée d’une tourelle, le tout d’or maçonné de sable, sur un marécage de sinople mouvant de la pointe, à la plante de fougère d’argent brochant à dextre sur le tout.                                             |
| Blason de Heugas | Détails | * Il y a là non-respect de la règle de contrariété des couleurs : ces armes sont fautives (sinople sur azur). Conflit héraldique : la branche de fougère est dite "à dextre" ; le dessin la montre à dextre et à senestre. Le statut officiel du blason reste à déterminer. |

Pas d'information pour les communes suivantes : Hastingues, Hauriet, Haut-Mauco, Herré, Hinx (Landes), Hontanx, Horsarrieu
- Haut – A
- B
- C
- D
- E
- F
- G
- H
- I
- J
- K
- L
- M
- N
- O
- P
- Q
- R
- S
- T
- U
- V
- W
- X
- Y
- Z

## J
Pas d'information pour les communes suivantes : Josse (Landes)

## L
| Blason de Labastide-d'Armagnac | Blason  | De sinople au bastion d'argent de front, en perspective, maçonné de sable. |
| Blason de Labastide-d'Armagnac | Détails | Le statut officiel du blason reste à déterminer.                           |

| Blason de Labenne | Blason  | Parti d’or au dauphin contourné d’azur, au chef de gueules chargé d’une coquille du champ ; et de sinople au lion d’argent. |
| Blason de Labenne | Détails | Le statut officiel du blason reste à déterminer.                                                                            |

| Blason de Labouheyre | Blason  | D’azur au château donjonné d’or ouvert du champ, ajouré et maçonné de sable, les deux tours des flancs couvertes, posé sur une terrasse de sinople et surmonté d’une étoile aussi d’or. |
| Blason de Labouheyre | Détails | * Il y a là non-respect de la règle de contrariété des couleurs : ces armes sont fautives (sinople sur azur). Le statut officiel du blason reste à déterminer.                          |

| Blason de Labrit | Blason  | Écartelé : aux 1er et 4e d’azur à trois fleurs de lis d’or, au 2e et 3e de gueules plain. —OU— Écartelé de France et d'Albret. |
| Blason de Labrit | Détails | Le statut officiel du blason reste à déterminer.                                                                               |

| Blason de Lacajunte | Blason  | D'or au pin de sinople, au lévrier de gueules accolé d'argent et attaché au tronc de l'arbre par une chaîne du même ; au chef d'azur chargé d'un croissant d'argent accosté de deux étoiles d'or. |
| Blason de Lacajunte | Détails | Le statut officiel du blason reste à déterminer. |

| Blason de Lagrange | Blason  | Écartelé: aux 1er et 4e d'argent à la cotice de gueules accolée de deux cotices d'or, au 2e et 3e de gueules à deux pals d'or; sur le tout, de sinople au chevron de sable accompagné de trois merlettes contournées d'argent. |
| Blason de Lagrange | Détails | * Il y a là non-respect de la règle de contrariété des couleurs : ces armes sont fautives. Le statut officiel du blason reste à déterminer.                                                                                    |

| Blason de Larrivière-Saint-Savin | Blason  | Écartelé : au 1er d'argent au carreau de gueules sur lequel broche un rai d'escarboucle accolé en orle et pommeté d'azur, au 2d d'or à trois pals de gueules (de Foix), au 3e d'or à deux vaches de gueules, accornées, accolées et clarinées d'azur passant l'une au-dessus de l'autre (de Béarn), au 4e de gueules au léopard d'or lampassé du champ ; le tout posé sur une champagne d'argent chargée d'un bois de sinople sur lequel broche la chapelle du lieu, perronnée de trois degrés, d'or, ouverte et ajourée de sable. |
| Blason de Larrivière-Saint-Savin | Détails | * Il y a là non-respect de la règle de contrariété des couleurs : ces armes sont fautives (azur sur gueules, or sur argent). Le statut officiel du blason reste à déterminer. |

| Blason de Le Leuy | Blason  | De gueules à l'église du lieu d'argent surmontée de deux ortolans affrontés d'or. |
| Blason de Le Leuy | Détails | Création Jean-Joël Picard et Jean-Paul Fernon. Adopté en novembre 2008.           |

| Blason de Lencouacq | Blason  | De sinople à la pointe d'argent posée en barre, accompagnée en chef du porche de la Commanderie de Bessaut et en pointe du clocher de l'église du lieu, le tout au trait de sable, à la grue cendrée contournée et en vol de sable, brochant en pointe à dextre, accompagnées de quatorze autres grues du même, beaucoup plus petites et brochant sur les traits de la pointe, sept en chef et sept en pointe. |
| Blason de Lencouacq | Détails | * Il y a là non-respect de la règle de contrariété des couleurs : ces armes sont fautives (sable sur sinople). Création Francine Belala |

| Blason de Léon | Blason  | Parti d'or au berger landais sur ses échasses, le tout au naturel, au 2e d'azur au voilier d'argent voguant sur une mer du même. |
| Blason de Léon | Détails | Le statut officiel du blason reste à déterminer.                                                                                 |

| Blason de Lit-et-Mixe | Blason  | D'azur à la bande du champ abaissée à dextre et haussée à senestre câblée en chef et en pointe d'une tire d'or et chargée de l'inscription LIT et MIXE en lettres aussi d'or, les montants à plomb et les traverses dans le sens de la bande, accompagnée, en chef à dextre, d'un écureuil contourné assis sur la bande, tenant une pomme de pin entre ses pattes, le tout d'or, à senestre, d'un berger landais de carnation regardant vers dextre, habillé d'argent et coiffé d'un béret de sable, sur ses échasses aussi de sable mouvant de la bande, et, en pointe, d'une barque d'or montée par huit hommes de carnation, habillés d'argent et coiffés d'un béret de sable, tenant des rames du même, voguant sur une mer aussi d'azur. |
| Blason de Lit-et-Mixe | Détails | Différences entre dessin et blasonnement : 4 et pas 8 dans la barque ; absence de la "mer" mentionnée. Le statut officiel du blason reste à déterminer. |

| Blason de Lussagnet | Blason  | Écartelé : au 1er d'azur à trois pommes de pin versées d'or, au 2e d'argent à un chêne au naturel chargé d'une couronne fermée d'or brochant sur le feuillage, au 3e d'argent à une grappe de raisin de pourpre pamprée au naturel, au 4e de gueules à un agneau pascal regardant d'argent, tenant une croix haute d'or à la bannière d'argent chargée d'une croisette de gueules. |
| Blason de Lussagnet | Détails | Le statut officiel du blason reste à déterminer. |

Pas d'information pour les communes suivantes : Labastide-Chalosse, Labatut (Landes), Lacquy, Lacrabe, Laglorieuse, Lahosse, Laluque, Lamothe (Landes), Larbey, Latrille, Laurède, Lauret (Landes), Lesgor, Lesperon, Lévignacq, Linxe, Liposthey, Losse, Louer, Lourquen, Lubbon, Lucbardez-et-Bargues, Lüe, Luglon, Luxey
- Haut – A
- B
- C
- D
- E
- F
- G
- H
- I
- J
- K
- L
- M
- N
- O
- P
- Q
- R
- S
- T
- U
- V
- W
- X
- Y
- Z

## M
| Blason de Magescq | Blason  | De gueules au pin maritime arraché de sinople, fûté d’argent, accosté de deux coquilles du même ; au chef losangé d’or et de gueules d’une tire. |
| Blason de Magescq | Détails | Le statut officiel du blason reste à déterminer.                                                                                                 |

| Blason de Mimizan | Blason  | D'azur à un clocher-porche d'argent accosté de deux pins d'or fûtés du second, le tout posé sur une terrasse isolée du même, au chef cousu de gueules chargé d'un léopard aussi d'or. |
| Blason de Mimizan | Détails | * Il y a là non-respect de la règle de contrariété des couleurs : ces armes sont fautives (gueules sur azur). Le statut officiel du blason reste à déterminer.                        |

| Blason de Moliets-et-Maâ | Blason  | D’azur à la ligne de dunes d’or posée sur une terrasse de sinople* sur un étang du champ mouvant de la pointe, au pin au naturel brochant, accosté en chef d’une croisette patté de gueules* à dextre et d’une coquille aussi d’or à senestre. |
| Blason de Moliets-et-Maâ | Détails | * Il y a là non-respect de la règle de contrariété des couleurs : ces armes sont fautives (azur sur sinople et gueules sur azur). Le statut officiel du blason reste à déterminer.                                                             |

| Blason de Mont-de-Marsan | Blason  | D'azur à deux clefs affrontées d'argent.         |
| Blason de Mont-de-Marsan | Détails | Le statut officiel du blason reste à déterminer. |

| Blason de Montaut | Blason  | Parti : au 1er d'or à la tour flanquée à senestre d'une échauguette (église Sainte-Catherine de Montaut), au 2d de gueules à l'église du lieu (église Saint-Pierre de Brocas), au silex taillé brochant en chef sur la partition, le tout au trait de sable . |
| Blason de Montaut | Détails | Le statut officiel du blason reste à déterminer. |
| Blason de Montaut | Alias   | Fascé d'or et de gueules. Armes attribuées par Charles d'Hozier en 1696. |

| Blason de Montfort-en-Chalosse | Blason  | De gueules à un créquier terrassé d'or, accosté de deux mondes d'argent, croisetés d'azur. |
| Blason de Montfort-en-Chalosse | Détails | Le statut officiel du blason reste à déterminer.                                           |

| Blason de Morcenx | Blason  | D’argent aux cinq tires de neuf triangles de sinople en chef, à la pomme de pin accostée de deux écureuils assis adossés, le tout au naturel brochant, soutenu d’un pot de résine de gueules brochant sur un listel d’azur. |
| Blason de Morcenx | Détails | Le statut officiel du blason reste à déterminer. |

| Blason de Morganx | Blason  | D’or au chevron ondé d’azur accompagné en chef de deux chênes de sinople et en pointe d’une tour de gueules maçonnée de sable. |
| Blason de Morganx | Détails | Le statut officiel du blason reste à déterminer.                                                                               |

| Blason de Mugron | Blason  | D'azur à un château d'or.                        |
| Blason de Mugron | Détails | Le statut officiel du blason reste à déterminer. |

Pas d'information pour les communes suivantes : Maillas, Maillères, Mano (Landes), Mant, Marpaps, Mauries, Maurrin, Mauvezin-d'Armagnac, Maylis (Landes), Mazerolles (Landes), Mées, Meilhan (Landes), Messanges (Landes), Mézos, Mimbaste, Miramont-Sensacq, Misson, Momuy, Monget, Monségur (Landes), Montégut (Landes), Montgaillard (Landes), Montsoué, Morcenx-la-Nouvelle, Mouscardès, Moustey
- Haut – A
- B
- C
- D
- E
- F
- G
- H
- I
- J
- K
- L
- M
- N
- O
- P
- Q
- R
- S
- T
- U
- V
- W
- X
- Y
- Z

## N
Pas d'information pour les communes suivantes : Narrosse, Nassiet, Nerbis, Nousse

## O
Pas d'information pour les communes suivantes : Oeyregave, Oeyreluy, Onard, Ondres, Onesse-Laharie, Orist, Orthevielle, Orx, Ossages, Ousse-Suzan, Ozourt

## P
| Blason de Parentis-en-Born | Blason  | De sinople à la croix de Malte d'argent chargée en cœur d'un besant d'or et sommée d'une couronne royale du même, soutenue de trois trangles ondées alésées d'azur*, à l'inscription ILLIUS PARENTIS ORA en lettres capitales de sable* bordant la pointe de l'écu. |
| Blason de Parentis-en-Born | Détails | * Il y a là non-respect de la règle de contrariété des couleurs : ces armes sont fautives (azur et sable sur sinople). Création de Messieurs Louis Gorry et M. Passicos.                                                                                            |

| Blason de Peyrehorade | Blason  | Écartelé d'or au lion de gueules, armé et lampassé de sable et de gueules aux trois léopards d'or armés et lampassés de sable. |
| Blason de Peyrehorade | Détails | Le statut officiel du blason reste à déterminer.                                                                               |

| Blason de Pimbo | Blason  | D'azur à la fasce cousue* de gueules chargée d'un léopard d'or et accompagnée en chef de deux coquilles d'argent et en pointe d'une pomme de pin versée d'or.                                              |
| Blason de Pimbo | Détails | * Ces armes emploient le terme « cousu » dans le seul but de contrevenir à la règle de contrariété des couleurs : elles sont fautives : gueules sur azur. Le statut officiel du blason reste à déterminer. |

| Blason de Pomarez | Blason  | Coupé d'azur à un toréro écarteur senestré d'une vache landaise les deux d'argent remplie de sable; et de gueules à deux épis de maïs d'argent posés en chevron renversé; à la tour de l'église du lieu du même brochant sur la partition. |
| Blason de Pomarez | Détails | Site Internet de la commune, 2012 |

| Blason de Pontenx-les-Forges | Blason  | De pourpre à l’enclume d’azur, au chef de gueules semé de fleurs de lys d’or. |
| Blason de Pontenx-les-Forges | Détails | * Il y a là non-respect de la règle de contrariété des couleurs : ces armes sont fautives (azur sur pourpre). Armes allusives (enclume). Le statut officiel du blason reste à déterminer. |

| Blason de Pouillon | Blason  | D'argent à un chêne terrassé de sinople.         |
| Blason de Pouillon | Détails | Le statut officiel du blason reste à déterminer. |

| Blason de Préchacq-les-Bains | Blason  | Tranché: de sable à trois pampres d'argent, et d'azur à une source stylisée jaillissante d'argent; à la bande d'or brochante sur la partition, chargée en chef d'un rameau de chêne de sinople et en pointe d'une rivière ondée d'azur flottée d'argent et alésée selon la bande, les deux posés en fasce. |
| Blason de Préchacq-les-Bains | Détails | Site Internet de la commune, 2018 |

Pas d'information pour les communes suivantes : Parleboscq, Payros-Cazautets, Pécorade, Perquie, Pey (Landes), Peyre (Landes), Philondenx, Pissos, Pontonx-sur-l'Adour, Port-de-Lanne, Poudenx, Pouydesseaux, Poyanne, Poyartin, Pujo-le-Plan, Puyol-Cazalet
- Haut – A
- B
- C
- D
- E
- F
- G
- H
- I
- J
- K
- L
- M
- N
- O
- P
- Q
- R
- S
- T
- U
- V
- W
- X
- Y
- Z

## R
| Blason de Roquefort | Blason  | D'argent aux trois rocs d'échiquier de gueules accompagnés de trois étoiles du même mal ordonnées. |
| Blason de Roquefort | Détails | Armes parlantes (roc/roque). Le statut officiel du blason reste à déterminer.                      |

Pas d'information pour les communes suivantes : Renung, Retjons, Rimbez-et-Baudiets, Rion-des-Landes, Rivière-Saas-et-Gourby
- Haut – A
- B
- C
- D
- E
- F
- G
- H
- I
- J
- K
- L
- M
- N
- O
- P
- Q
- R
- S
- T
- U
- V
- W
- X
- Y
- Z

## S
| Blason de Saint-André-de-Seignanx | Blason  | D'or au sautoir estré et alésé de sable.         |
| Blason de Saint-André-de-Seignanx | Détails | Le statut officiel du blason reste à déterminer. |

| Blason de Saint-Barthelemy | Blason  | D'azur à deux collines de sinople, celle de dextre sommée d'un pin de sinople fûté de sable et chargée d'un fronton de pelote basque et son terrain au naturel, celle de senestre sommée de l'église du lieu d'argent et chargée d'un épi de maïs feuillé d'or; le tout surmonté de l'inscription « ST BARTHELEMY » de gueules posée en arc de cercle; à la champagne d'azur chargée d'ondes de sable et d'un poisson d'argent brochant sur les ondes. |
| Blason de Saint-Barthelemy | Détails | * Il y a là non-respect de la règle de contrariété des couleurs : ces armes sont fautives. Blason adopté en 2009 |

| Blason de Saint-Cricq-Chalosse | Blason  | D’or au chevron d’azur accompagné en chef de deux châteaux d’argent*, couverts en croupe de gueules, de deux tours essorées et girouettées du même, ouverts, ajourés de sable et en pointe d’un pin au naturel sur un mont de sinople. |
| Blason de Saint-Cricq-Chalosse | Détails | * Ces armes emploient le terme « cousu » dans le seul but de contrevenir à la règle de contrariété des couleurs : elles sont fautives : argent sur or. Le statut officiel du blason reste à déterminer.                                |

| Blason de Saint-Cricq-Villeneuve | Blason  | Tiercé en pairle renversé : au 1er de sinople à un pin maritime coupé d'or, au 2e de gueules à une couronne de laurier d'or, au 3e d'argent à la fasce ondée et abaissée d'azur surmontée d'un sanglier de sable défendu d'or. |
| Blason de Saint-Cricq-Villeneuve | Détails | Adopté le 4 novembre 2021. |

| Blason de Saint-Laurent-de-Gosse | Blason  | De gueules à trois roses mal ordonnées d'or boutonnées d'argent ; mantelé d'argent chargé en chef d'une tierce d'azur.                                      |
| Blason de Saint-Laurent-de-Gosse | Détails | * Il y a là non-respect de la règle de contrariété des couleurs : ces armes sont fautives (or sur argent). Le statut officiel du blason reste à déterminer. |

| Blason de Sainte-Marie-de-Gosse | Blason  | Écartelé: au 1er d'azur au bœuf soutenu d'un canard, le tout d'or, au 2e d'azur à l'épi de maïs senestré d'une tranche de kiwi, le tout d'or, au 3e d'azur à trois fasces ondées d'argent, au 4e d'azur à une alose soutenue d'une pibale [civelle/anguille], le tout d'or; à l'estrez patté d'argent brochant sur la partition. |
| Blason de Sainte-Marie-de-Gosse | Détails | Le statut officiel du blason reste à déterminer. |

| Blason de Saint-Martin-de-Hinx | Blason  | Coupé : au 1er d'azur à trois tours d'argents rangées en fasce, au 2d de gueules à la tierce ondée d'argent en chef et à trois oies d'or, becquées et membrées d'orangé, rangées en fasce en pointe, leur tête brochant sur la tierce. |
| Blason de Saint-Martin-de-Hinx | Détails | Le statut officiel du blason reste à déterminer. |

| Blason de Saint-Maurice-sur-Adour | Blason  | D'azur à saint Maurice de carnation, vêtu et casqué de gueules, tenant une lance d'argent à la bannière du même à la croix de gueules, sur un cheval passant d'argent, bridé et sellé d'or, senestré d'un clocher d'argent ajouré et essoré de sable, girouetté d'un coq du même. |
| Blason de Saint-Maurice-sur-Adour | Détails | Le statut officiel du blason reste à déterminer. |

| Blason de Saint-Paul-lès-Dax | Blason  | D’azur au corbeau de sable empiétant un demi-pain d’or, au chef cousu de gueules chargé de cinq pins aussi d’or. |
| Blason de Saint-Paul-lès-Dax | Détails | * Ces armes emploient le terme « cousu » dans le seul but de contrevenir à la règle de contrariété des couleurs : elles sont fautives : sable et gueules sur azur. Le statut officiel du blason reste à déterminer. |

| Blason de Saint-Pierre-du-Mont | Blason  | D'azur à la barre de gueules* chargée d'une fleur de lys d'or accostée de deux mouchetures d'hermine d'argent, le tout posé à plomb, accompagnée de deux clefs affrontées aussi d'argent, l'une en chef et l'autre en pointe, le tout enfermé dans une filière aussi d'or. |
| Blason de Saint-Pierre-du-Mont | Détails | * Il y a là non-respect de la règle de contrariété des couleurs : ces armes sont fautives (gueules sur azur). Le statut officiel du blason reste à déterminer. |

| Blason de Saint-Sever | Blason  | Mi-parti de France et de gueules à huit mouchetures d'hermine d'argent en orle. |
| Blason de Saint-Sever | Détails | Officiel, présent sur le site internet de la commune                            |

| Blason de Sainte-Foy | Blason  | De gueules à une foi alésée d'argent, au chef cousu* d'azur chargé de trois étoiles du second. |
| Blason de Sainte-Foy | Détails | * Ces armes emploient le terme « cousu » dans le seul but de contrevenir à la règle de contrariété des couleurs : elles sont fautives : azur sur gueulez. Armes parlantes (foi/Foy). Le statut officiel du blason reste à déterminer. |

| Blason de Sarbazan | Blason  | D’or à la flamme de six langues de gueules.      |
| Blason de Sarbazan | Détails | Le statut officiel du blason reste à déterminer. |

| Blason de Soorts-Hossegor | Blason  | D'argent à un écureuil contourné de gueules tenant une noisette du même. |
| Blason de Soorts-Hossegor | Détails | Le statut officiel du blason reste à déterminer.                         |

| Blason de Sorde-l'Abbaye | Blason  | Écartelé : au 1er de gueules à l’épi feuillé de maïs d’or, au 2e d’azur à l’abbaye du lieu d’or couverte, ouverte et ajourée au naturel, au 3e d’azur au saumon sautant d’argent soutenu de trois ondes alésées du même, au 4e de gueules à la grappe de raisin pamprée d’or ; sur le tout, à l’écusson en amande de pourpre chargé d’un abbé tenant de sa dextre une crosse contournée et de sa senestre un livre, le tout d’or, le dit écusson bordé du même et chargé de l’inscription en lettres capitales aussi de pourpres S.A.R DEI GRACIA ABBATIS SORDUE . |
| Blason de Sorde-l'Abbaye | Détails | Différences entre dessin et blasonnement : ondes en 3. Le statut officiel du blason reste à déterminer. |

| Blason de Soustons | Blason  | D’argent à la champagne soudée d’or chargée d’une mer fascée engrêlée d’argent et d’azur de quatre pièces, au chêne-liège de sinople au fût arraché aussi d’argent chargé d’une fasce de tenné, brochant sur la plaine soutenu d’une coquille de gueules au léopard du même passant sur la champagne et brochant sur le fut de l’arbre . |
| Blason de Soustons | Détails | * Ces armes emploient le terme « cousu » dans le seul but de contrevenir à la règle de contrariété des couleurs : elles sont fautives : argent sur or, sur argent. Conflit héraldique : le blasonnement annonce une "fasce de tenné" ; le dessin ne la montre pas. Le statut officiel du blason reste à déterminer.                      |

Pas d'information pour les communes suivantes : Sabres (Landes), Saint-Agnet, Saint-Aubin (Landes), Saint-Avit (Landes), Saint-Cricq-du-Gave, Saint-Étienne-d'Orthe, Saint-Gein, Saint-Geours-d'Auribat, Saint-Geours-de-Maremne, Saint-Gor, Saint-Jean-de-Lier, Saint-Jean-de-Marsacq, Saint-Julien-d'Armagnac, Saint-Julien-en-Born, Saint-Justin (Landes), Saint-Lon-les-Mines, Saint-Loubouer, Saint-Martin-d'Oney, Saint-Martin-de-Seignanx, Saint-Michel-Escalus, Saint-Pandelon, Saint-Paul-en-Born, Saint-Perdon, Saint-Vincent-de-Paul (Landes), Saint-Vincent-de-Tyrosse, Saint-Yaguen, Sainte-Colombe (Landes), Sainte-Eulalie-en-Born, Samadet, Sanguinet, Sarraziet, Sarron (Landes), Saubion, Saubrigues, Saubusse, Saugnac-et-Cambran, Saugnac-et-Muret, Seignosse, Le Sen, Serres-Gaston, Serreslous-et-Arribans, Seyresse, Siest, Solférino (Landes), Sorbets (Landes), Sore (Landes), Sort-en-Chalosse, Souprosse
- Haut – A
- B
- C
- D
- E
- F
- G
- H
- I
- J
- K
- L
- M
- N
- O
- P
- Q
- R
- S
- T
- U
- V
- W
- X
- Y
- Z

## T
| Blason de Tartas | Blason  | Écartelé: aux 1 et 4 de sable fretté d'or, au 2 d'azur à la fleur de lis d'or, au 3 d'azur à la fleur de lis d'or défaillante à dextre. |
| Blason de Tartas | Détails | Le statut officiel du blason reste à déterminer.                                                                                        |

| Blason de Tercis-les-Bains | Blason  | Coupé d'un parti d'azur à la fontaine jaillissante de huit jets d'argent, et du même au fossile d'ammonite au naturel ; et de sinople à trois bornes gauloises d'argent. |
| Blason de Tercis-les-Bains | Détails | Le statut officiel du blason reste à déterminer. |

Pas d'information pour les communes suivantes : Taller, Tarnos, Téthieu, Tilh, Tosse, Toulouzette, Trensacq
- Haut – A
- B
- C
- D
- E
- F
- G
- H
- I
- J
- K
- L
- M
- N
- O
- P
- Q
- R
- S
- T
- U
- V
- W
- X
- Y
- Z

## U
Pas d'information pour les communes suivantes : Uchacq-et-Parentis, Urgons, Uza

## V
| Blason de Vielle-Saint-Girons | Blason  | Écartelé : au 1er d’azur à une barque contournée au naturel portant trois personnages de sable, habillée de deux voiles, celle de senestre gonflée d’or doublée d’une burelé de sinople et d’argent, celle de dextre triangulaire d’argent tranchée en pointe de gueules à une cotice d’argent, ladite barque adextrée en chef de trois oiseaux en chevron renversé d’argent et voguant sur un étang de pourpre mouvant de la pointe ; au 2d gironné de gueules et d’azur de 24 pièces au besant d’or brochant sur le tout, au 3e de pourpre au besant d’or en chef soutenu d’une branche d’argent posée en bande abaissé à dextre et mouvant des flancs sur laquelle est assis un écureuil au naturel tenant une pomme de pin de gueules brochant sur le besant, au 4e d’azur à la forêt de pins mouvant d’un sous-bois de gueules sur une champagne de pourpre. |
| Blason de Vielle-Saint-Girons | Détails | * Il y a là non-respect de la règle de contrariété des couleurs : ces armes sont fautives. Différences entre dessin et blasonnement. Armes parlantes (Girons//gironné). Le statut officiel du blason reste à déterminer. |

| Blason de Vieux-Boucau | Blason  | D'azur à un trois-mats contourné d'or, équipé de sable, habillé et flammé d'argent, la grand-voile chargée d'une fleur de lis d'or, voguant sur une mer de sinople*. |
| Blason de Vieux-Boucau | Détails | * Il y a là non-respect de la règle de contrariété des couleurs : ces armes sont fautives (sinople sur azur). Le statut officiel du blason reste à déterminer.       |

Pas d'information pour les communes suivantes : Vert (Landes), Vicq-d'Auribat, Vielle-Soubiran, Vielle-Tursan, Le Vignau, Villenave, Villeneuve-de-Marsan
- Haut – A
- B
- C
- D
- E
- F
- G
- H
- I
- J
- K
- L
- M
- N
- O
- P
- Q
- R
- S
- T
- U
- V
- W
- X
- Y
- Z

## Y
Pas d'information pour les communes suivantes : Ychoux, Ygos-Saint-Saturnin, Yzosse

## voir aussi
- Histoire des Landes
- Blason de Mont-de-Marsan